# Almost Goat
Almost Goat – czwarty album studyjny polskiego wokalisty Smolastego. Wydawnictwo ukazało się 25 listopada 2022 roku, nakładem wytwórni muzycznej Warner Music Poland.
Nagrania uzyskały status diamentowej płyty (2024). Album dotarł do trzynastego miejsca listy sprzedaży OLiS.

## Lista utworów
Opracowano na podstawie materiału źródłowego.
1. Almost Goat
2. Gorzki Smak
3. Candy Flip (gościnnie: 730 Huncho)
4. Duże oczy
5. Pijemy Za Lepszy Czas (gościnnie: 730 Huncho)
6. Sezon
7. Kot (gościnnie: Kaz Bałagane)
8. Wspólas (gościnnie: Wiktor z WWA)
9. Oh Daddy (gościnnie: Oliwka Brazil)
10. Benzoludek freestyle
11. Boję się kochać (gościnnie: Young Leosia)
12. Ratuj
13. Skorupka (gościnnie: Frosti)
14. Syrenka (gościnnie: Lewy BRD & Fifson)
15. Toxic Baby (gościnnie: Oliwka Brazil)

## Notowania

### Listy tygodniowe
| Kraj   | Lista                    | Pozycja |
| ------ | ------------------------ | ------- |
| Polska | OLiS – albumy            | 49      |
| Polska | OLiS – albumy w streamie | 24      |

## Certyfikaty i sprzedaż
| Kraj   | Certyfikat                | Sprzedaż | Data             |
| ------ | ------------------------- | -------- | ---------------- |
| Polska | diamentowa płyta          | 150 000+ | 17 kwietnia 2024 |
| Polska | poczwórna platynowa płyta | 120 000+ | 10 stycznia 2024 |
| Polska | potrójna platynowa płyta  | 90 000+  | 7 listopada 2022 |